# Makareus (Lapithe)

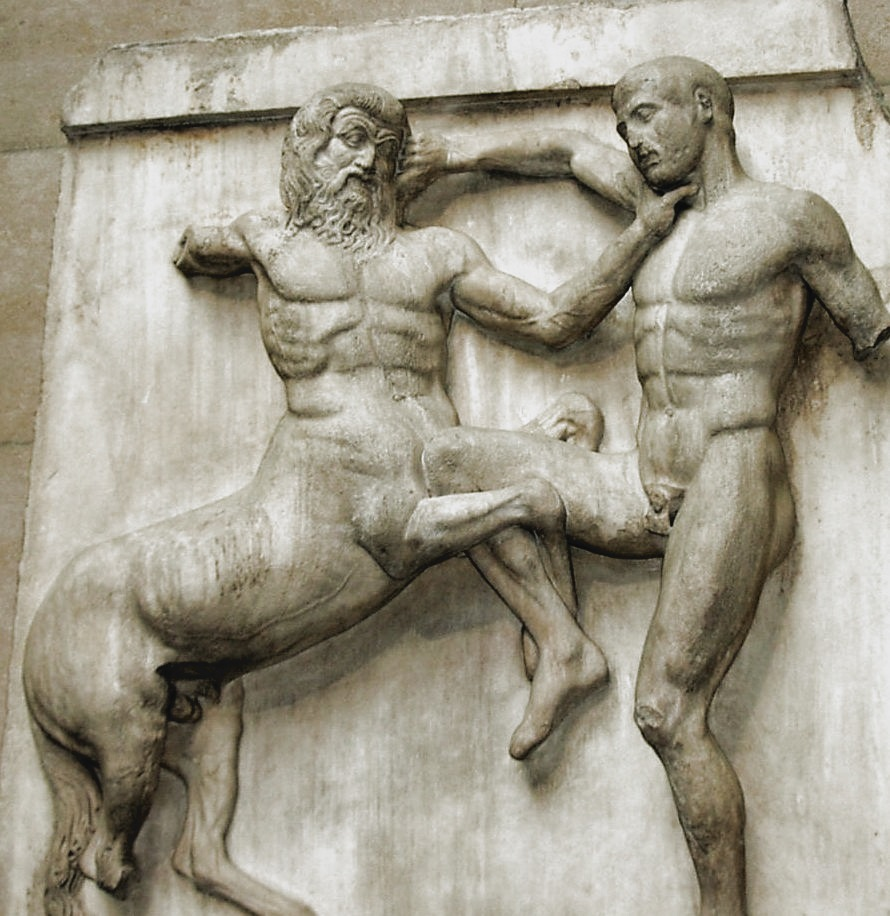
Parthenon, 447–433 v. Chr.: Lapith und Kentaur im Kampf.

Makareus ist in der griechischen Mythologie ein Lapithe, der in der Kentauromachie auf der Hochzeit des Peirithoos den Kentauren Erigdupus tötet. Einzige Quelle ist das zwölfte Buch der ovidischen Metamorphosen.

## Name
Er kommt vom griechischen Μακαρεύς, Makareús, der Glückselige, lateinisch und deutsch mit abweichender Betonung Mácareus, da das „a“ der vorletzten Silbe kurz ist. Der Name passt zu seinem heroischen Kampfeinsatz und Sieg über die Kentauren. „Ein Lapithe Macareus ist sonst nicht bekannt“ und ist wohl eine Erfindung Ovids, um die Zahl der kämpfenden Lapithen zu erhöhen.

## Mythos
Die Kentaurenschlacht ist auf ihrem blutigen Höhepunkt angekommen. Die Lapithen sind im Vorteil und mähen in einer Angriffswelle die Kentauren nieder. Auch dem Makareus gelingt es, einen Kentauren zu erlegen:
„452 vecte Pelethronius Macareus in pectus adacto / stravit Erigdupum.“ (Ovid Original)
„452 Der pelethronische Makareus streckte den (Kentauren) Erigdupus nieder, indem er einen Hebebaum in dessen Brust hineintrieb.“ (Eigenübersetzung in Prosa)
Danach geht es unmittelbar mit anderen Akteuren weiter, bis die Lapithen in der Schlacht obsiegen und den Rest der Kentauren entweder niedermachen oder in die Flucht schlagen. Der Kampfeinsatz des Makareus ist nur ein kleiner Baustein auf dem Weg dorthin.

## Erläuterungen
Für pelethronisch gibt es in den Quellen zwei Lesarten: entweder Pelethronius (Nominativ), bezogen auf Makareus, oder Pelethronium (Akkusativ), bezogen auf den Kentauren Erigdupum. Pelethronion ist eine Gebirgsgegend in Thessalien nahe dem Berg Pelion, Heimat sowohl der Lapithen als auch der Kentauren. „Die Lesart Pelethronium ... dürfte nur durch ein Versehen in den Text geraten sein“, deshalb hiesige Entscheidung für die obige Version des Texts, Suchier entscheidet sich für Pelethronium, siehe Quellen.
Makareus wirft einen Hebebaum, eine weitere ovidische Tötungsvariante, eingesetzt „zur Bezeichnung übermenschlicher Dimensionen ... die Verwendung als persönliche Waffe bei Ovid gehört zu den phantastischen Übertreibungen dieses Kampfes.“ Dies wird rhetorisch gesteigert durch das Hyperbaton (vecte ... adacto, Hebebaum ... hineingetrieben), in dessen betonter Mitte der agierende Makareus steht (vecte ... Macareus ... adacto).